# بیچ هیون وست (نیوجرسی)
بیچ هیون وست (به انگلیسی: Beach Haven West) یک منطقهٔ مسکونی در ایالات متحده آمریکا است که در استافورد، نیوجرسی واقع شده‌است. بیچ هیون وست ۵٫۵۵۱ کیلومتر مربع مساحت و ۳٬۸۹۶ نفر جمعیت دارد و ۱ متر بالاتر از سطح دریا واقع شده‌است.